# زیگموند سلورز-زک
زیگموند سلورز-زک (انگلیسی: Zygmunt JózefSolorz-Żak؛ زادهٔ ۴ اوت ۱۹۵۶) کارآفرین و سرمایه‌دار اهل لهستان است. وی مالک باشگاه فوتبال شلاسک وروتسواف می‌باشد.